# Богурсуков
Богурсуков (адыг. Быгъарсыкъу) — хутор в Красногвардейском районе Республики Адыгея России. Относится к Белосельскому сельскому поселению.

## География
Хутор расположен в 8 км от села Белое. Имеет равнинный рельеф (средние высоты — 44 — 45 метров). Средние температуры составляют -6 — -12 градусов Цельсия зимой и 18 — 40 градусов летом. Выпадает в среднем от 400 до 600 мм осадков в год. В экономике и структуре сельскохозяйственных земель хутора преобладает аграрный сектор.

## Население
| 2002 | 2010 | 2013 | 2014 | 2015 | 2016 | 2017 |
| ---- | ---- | ---- | ---- | ---- | ---- | ---- |
| 171  | ↘151 | ↗163 | ↗168 | ↗173 | ↗185 | ↗190 |
| 2018 | 2019 | 2020 | 2021 | 2023 | 2024 |      |
| ↘182 | ↗191 | ↗202 | ↘167 | →167 | ↘163 |      |

По данным Всероссийской переписи населения 2021 года:
| Народ               | Численность, чел. | Доля от всего населения, % |
| ------------------- | ----------------- | -------------------------- |
| курды               | 49                | 29,35 %                    |
| русские             | 31                | 18,56 %                    |
| азербайджанцы       | 23                | 13,77 %                    |
| другие / не указано | 64                | 38,32 %                    |
| всего               | 167               | 100,0 %                    |

## Улицы
- Восточная,
- Западная,
- Центральная.